# 追分町
追分町（日语：／ Oiwake chō */?）為過去位於北海道膽振支廳東部的行政區劃，位於室蘭本線和石勝線的交會處，因此名為「追分」（道路分岔的位置），過去一度因鐵路而繁榮。已於2006年3月27日與早來町合併為新設置的安平町。
轄區位於馬追丘陵上，東側以安平川與早來町和由仁町相鄰。由於位於內陸，夏季氣溫高，冬季寒冷，但積雪量不多。

## 歷史
最初地名原為植苗村，但在1892年鐵路通車後，由於室蘭本線和夕張線（現在的石勝線）在此交會，因此開始有「追分」的名稱，又因為設有車站和鐵路機務設施，開始有大量鐵路相關人員居住於此。在1900年代人口一度達到10,000人，因此在1900年植苗村以及早來車站周邊原屬勇拂村的區域合併設置安平戶長役場。
但早來以農業為主，追分則是以工商業發展為主，因此兩地立場一直不同，最後在1952年因是否設置追分高校的問題導致兩地決裂而決定分村。直到2006年3月27日兩地決定再度合併為安平町。

### 年表
- 1952年8月1日：追分村從安平村（後來的早來町）分村。[1] [2]
- 1953年10月1日：追分村改制為追分町。
- 2006年3月27日：早來町和追分町合併為安平町。

## 產業
以農業為主，特產是哈密瓜。

## 交通

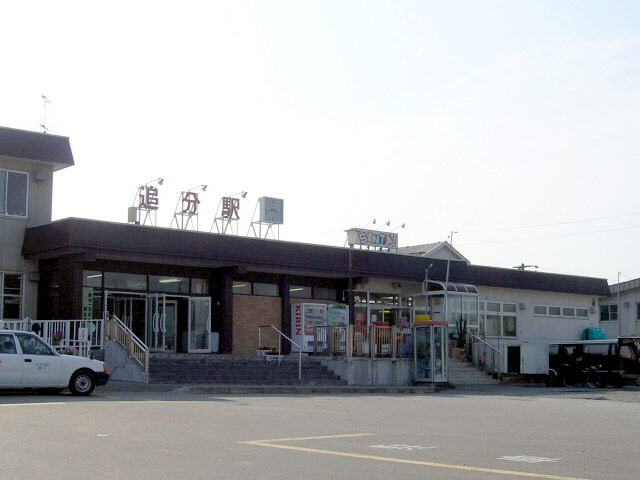
追分車站

### 機場
- 新千歲機場（位於千歲市和苫小牧市）

### 鐵路
- 北海道旅客鐵道
  - 室蘭本線：追分車站
  - 石勝線：追分車站 - 東追分車站

### 道路
| 高速國道 - 道東自動車道 - 追分町交流道 一般國道 - 國道234號 | 道道 - 北海道道226號舞鶴追分線 - 北海道道290號追分停車場線 - 北海道道462號川端追分線 |

## 教育

### 高等學校
- 道立北海道追分高等學校 （页面存档备份，存于）

### 中學校
- 追分町立追分中學校

### 小學校
- 追分町立追分小學校

## 本地出身的名人
- 谷村志穗：作家）

## 外部連結
- （日語）早來追分合併協議會
- （日語）追分町商工會